# Hans Baumann (Eisenbahner)

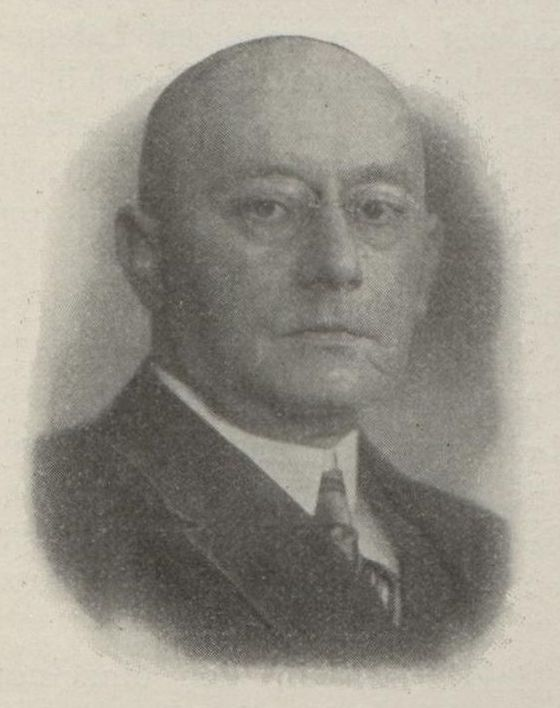
Hans Baumann, um 1930

Johannes „Hans“ Baumann (* 5. März 1888 in Landsberg an der Warthe; † 1967) war ein deutscher Ingenieur, Eisenbahner, Redakteur und Hochschullehrer. 

## Leben
Er war der Sohn eines Gymnasialoberlehrers. Nach dem Besuch des Humanistischen Gymnasiums in Landsberg studierte Hans Baumann Ingenieurwesen an der Technischen Hochschule Hannover und Staatswissenschaft und Volkswirtschaft an der Universität Halle. 1912 wurde er Dipl.-Ing. und 1922 promovierte er zum Dr. rer. pol. und im darauffolgenden Jahr zum Dr.-Ing.
1915 wurde Hans Baumann zum Regierungsbaumeister ernannt, nachdem er 1912 in den preußisch-hessischen Eisenbahndienst eingetreten war. 1921 wechselte er als Hilfsarbeiter an das Reichsverkehrsministerium nach Berlin und 1924 in die Hauptverwaltung der Deutschen Reichsbahn. Im Jahre 1925 erfolgte seine Ernennung zum Reichsbahndirektor.
Von 1924 bis zu seiner Vertreibung Ende 1937 war Hans Baumann Privatdozent für Verkehrswesen an der Fakultät für Bauwesen an der Technischen Hochschule Berlin. 1938 wurde Hans Baumann Präsident der Reichsbahndirektion in Königsberg (Pr.). Nach dem Zweiten Weltkrieg arbeitete er zunächst für die Deutsche Bundesbahn in Frankfurt am Main und wurde 1949 Geschäftsführer der Deutschen Zentrale für Fremdenverkehr.
Hans Baumann gründete die Zeitschrift Die Reichsbahn, daneben den Reichsbahn-Kalender und das Deutsche Verkehrsbuch. Alle drei Publikationen redigierte er auch mehrere Jahre. Ferner war er Herausgeber des Internationalen Archivs für Verkehrswesen und der deutsch-englischen Zeitschrift Deutschland-Revue.

## Familie
Hans Baumann heiratete am 16. Oktober 1923 Helene geborene Niederdräing. Aus der gemeinsamen Ehe gingen die Söhne Hans-Jürgen (* 1924) und Hans-Gerd (* 1927) hervor.